# Anna Barker
Anna Barker (* 24. August 1979) ist eine ehemalige britische Biathletin.

## Karriere
Anna Barker startete für die AGC Ladies. International trat sie einzig 2007 in mehreren Rennen des Biathlon-Europacups an und erreichte in ihren drei Teilnahmen ausschließlich hintere Platzierungen. Ihre eigentlichen Erfolge erzielte Barker auf nationaler Ebene. 2004 gewann sie bei den Britischen Meisterschaften erste Bronzemedaillen mit der Militärpatrouille und der Staffel. Im Jahr darauf gewann sie mit der Militärpatrouille ihren ersten Titel. 2006 wurde Barker dreimal Dritte mit Staffel, Militärpatrouille und im Teamwettkampf, hinzu kamen Silber in Staffel und Team. 2007 gewann Barker den Titel mit der Staffel, wurde Vizemeisterin im Massenstart und gewann Bronze in Einzel, Sprint, mit der Militärpatrouille und im Teamwettbewerb. Ein Jahr später kamen Silber mit der Staffel und Bronze im Team hinzu. Medaillen oder weitere Turnierteilnahmen blieben in den kommenden Jahren aus.